# Jan Sikorski (nauczyciel)
Jan Sikorski (ur. 20 maja 1898 w Krogulcu koło Zgierza, zm. 11 grudnia 1987) – polski nauczyciel, działacz społeczny związany ze Zgierzem.

## Życiorys
Pochodził z rodziny chłopskiej, był synem Jakuba i Bronisławy z Kosteckich; miał trzech starszych braci. Po okresie nauki domowej uczęszczał do progimnazjum w Turku, a po ukończeniu tej szkoły w 1912 do Szkoły Realnej w Zgierzu. W zgierskiej placówce uczył się pod kierunkiem wybitnych pedagogów – Jakuba Stefana Cezaka i Stefana Pogorzelskiego. Podobnie jak starsi bracia wybrał zawód nauczycielski i rozpoczął pracę zarobkową w 1917 w zespołach młodzieżowych w Łodzi.
W 1919 został nauczycielem w Szkole Powszechnej nr 7 w Łodzi, skąd po dwóch latach przeniesiono go do Zgierza. Pracował kolejno w szkołach powszechnych nr 4, 6 i 1; ta ostatnia szkoła cieszyła się w latach międzywojennych sławą wzorowej placówki i była regularnie odwiedzana przez wycieczki nauczycielskie. W roku szkolnym 1924/1925 Sikorski uzupełniał wykształcenie zawodowe na wyższych kursach nauczycielskich. W 1930 wygrał konkurs na kierownika szkoły powszechnej nr 3 w Zgierzu w dzielnicy Przybyłów. Przyczynił się do ożywienia kulturalnego i społecznego dzielnicy, inicjując powstanie kompleksu sportowo-kulturalnego przy ulicy Wodnej, budowę przedszkola, działalność Stowarzyszenia Patronatu nad Młodzieżą Przedmieść miasta Zgierza. Do roli kulturotwórczej wykorzystywał też szkołę, dbał o dobre kontakty z rodzicami uczniów i innymi mieszkańcami dzielnicy.
W związku z wybuchem II wojny światowej był zmobilizowany; powrócił do Zgierza po klęsce wrześniowej, ale pracę szkoły udało mu się utrzymać tylko do grudnia 1939. Zaangażował się wówczas w tajne nauczanie, był inicjatorem powołania Konspiracyjnego Komitetu Pomocy Nauczycielom. Przez rok był zatrudniony w niemieckiej administracji gospodarczej przy sortowaniu kartek żywnościowych.
Po wojnie powrócił do kierowania szkołą nr 3, jednocześnie pełniąc obowiązki referenta kulturalnego dla miasta Zgierza. Szczególnie zaangażował się w walkę z analfabetyzmem – przewodniczył komisji ds. zwalczania analfabetyzmu oraz powołał pierwszą w Zgierzu Wieczorową Szkołę Powszechną dla dorosłych. Był społecznym opiekunem i kuratorem sądowym dla nieletnich. Udzielał się w innych organizacjach społecznych: w Związku Nauczycielstwa Polskiego, do którego należał już od 1919, w Polskim Towarzystwie Turystyczno-Krajoznawczym, w Towarzystwie Przyjaciół Zgierza (zasiadał w zarządzie). Jako miłośnik turystyki krzewił tę pasję wśród młodzieży. Brał udział w pracach Komisji Oświaty Rady Narodowej Miasta Zgierza.
Został odznaczony m.in. Srebrnym i Złotym Krzyżem Zasługi, Krzyżem Kawalerskim Orderu Odrodzenia Polski, Medalem Komisji Edukacji Narodowej, tytułem "Zasłużony Nauczyciel PRL", złotą i srebrną odznaką Związku Nauczycielstwa Polskiego.  
Od 1927 był żonaty z Jadwigą Kordowską, nauczycielką fizyki, w czasie wojny zaangażowaną w tajne nauczanie i harcerstwo (była komendantką Szarych Szeregów w Zgierzu). Mieli pięcioro dzieci: córki Annę, Wacławę, Magdalenę i Ewę oraz syna Wawrzyńca. Jan Sikorski zmarł 11 grudnia 1987.